# Église Notre-Dame de Chambéry
L’église Notre-Dame de Chambéry est une église située dans le centre-ville de la commune française de Chambéry, dans le département de la Savoie en région Rhône-Alpes.
Elle fut construite par les Jésuites à partir de la fin du XVIe siècle, à l'époque derrière les anciens remparts de la ville, qui comme l'église étaient faits de briques cuites.
Ce monument fait l’objet d’un classement au titre des monuments historiques depuis le 24 juin 1996.

## Histoire
Les travaux de l'église débutent en 1598, année où sont creusées les fondations. La ville de Chambéry étant bâtie sur sol marécageux, cette étape prend généralement du temps et la première pierre est ainsi posée le 25 novembre 1599 par le duc Charles-Emmanuel Ier de Savoie. La construction se poursuit ensuite lentement jusqu'à 1618 puis s'accélère de nouveau à partir de 1625. Bien qu'inachevée, elle est inaugurée le 31 juillet 1635 et la première messe y est célébrée.
La façade est achevée entre 1644 et 1646 grâce aux aides financières de la Régente Christine de France. Elle est ensuite consacrée le 22 mai 1646 à Marie et à son Annonciation par Mgr Paulin Milliet, de l’évêché de Maurienne.
Le 2 juin 1803, l'église Notre-Dame devient église paroissiale Notre-Dame de la Nativité de la Vierge, après avoir été préalablement transformée en hôpital à la Révolution. L'année 1822 marque quant à elle la réfection et la restructuration du clocher.
L'édifice ne subit que quelques dégâts des bombardements américains qui touchent la ville de Chambéry le 26 mai 1944.
En 1987 de nouveaux travaux de transformation, prenant en compte une nouvelle installation électrique sont effectués, et l'édifice est classé monument historique dans sa totalité le 24 juin 1996.

## Architecture

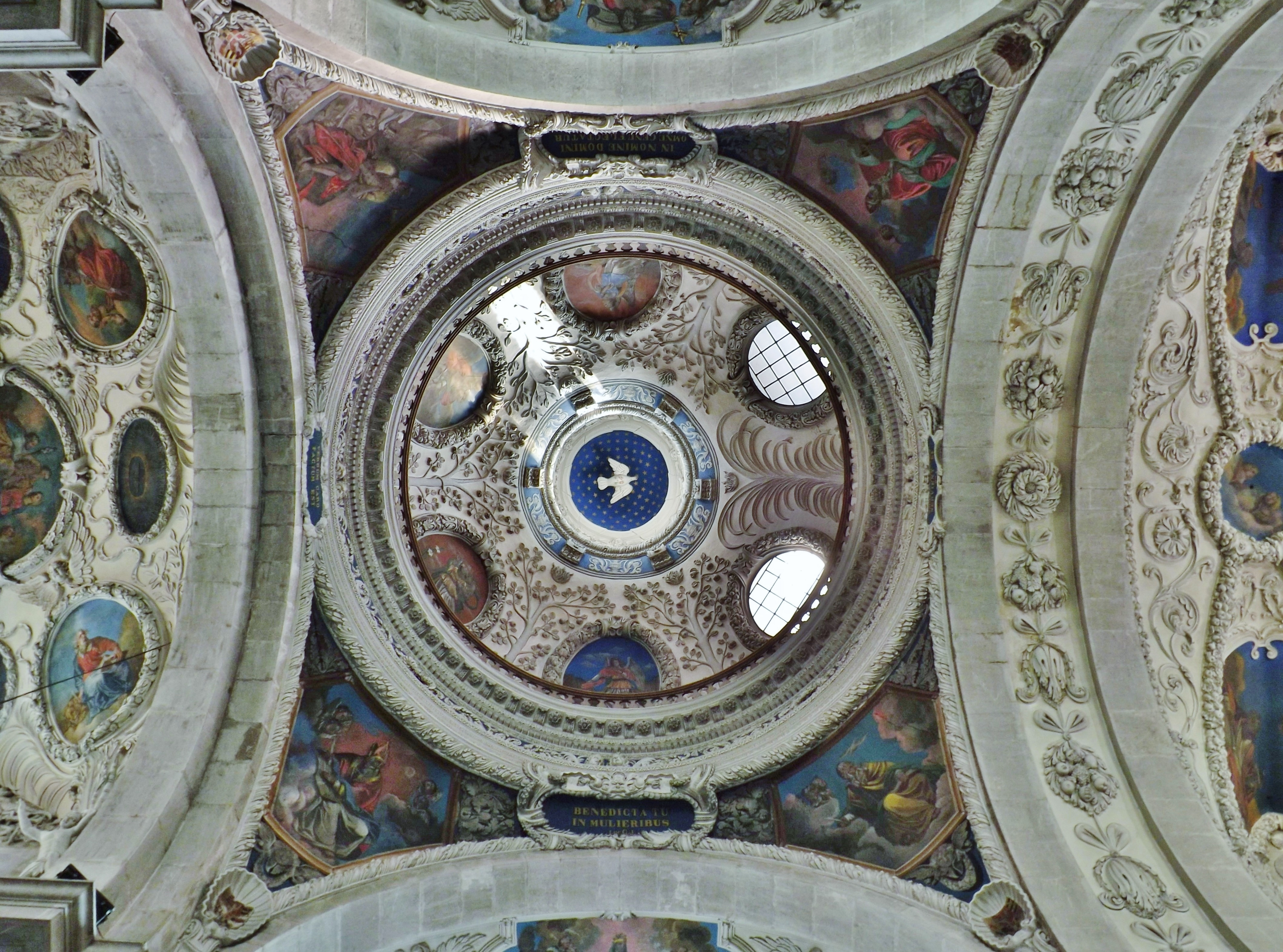
Vue sous la coupole.

L'église Notre-Dame de Chambéry possède divers éléments d'architecture remarquables, parmi lesquels la façade et la coupole.
- La façade, achevée en 1646, s'élève à 23,50 mètres, pour une largeur de 21 mètres. Elle comporte deux étages à ordre et trois pans dont la partie centrale est couronnée par un fronton triangulaire. Deux niches sont creusées aux deux extrémités du niveau inférieur, dans lesquelles sont actuellement placées les statues de Marie (à gauche) et Joseph (à droite). Le deuxième niveau offre pour sa part une baie tripartite avec volutes et pots à feu. Le blason ducal de Charles-Emmanuel Ier (qui posa la première pierre) figure également.
- La coupole hémisphérique est surmontée d'un lanternon hexagonal et comporte des pendentifs décorés aux armoiries de la Maison de Savoie, ainsi que les portraits de quatre docteurs de l'Église : saint Ambroise, saint Jérôme, saint Augustin et saint Grégoire le grand. La coupole mesure 9 mètres de diamètre et s'élève à 23 m de hauteur, ou 27,50 m avec le lanternon[5].